# Parevia vulmaria
Parevia vulmaria är en fjärilsart som beskrevs av William Schaus 1924. Parevia vulmaria ingår i släktet Parevia och familjen björnspinnare. Inga underarter finns listade i Catalogue of Life.